# Takbir

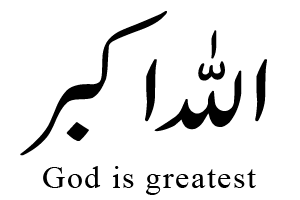
Takbīr trong tiếng Ả Rập, cũng như tiếng Anh.

Quốc kỳ Iraq với Takbīr in trên quốc kỳ

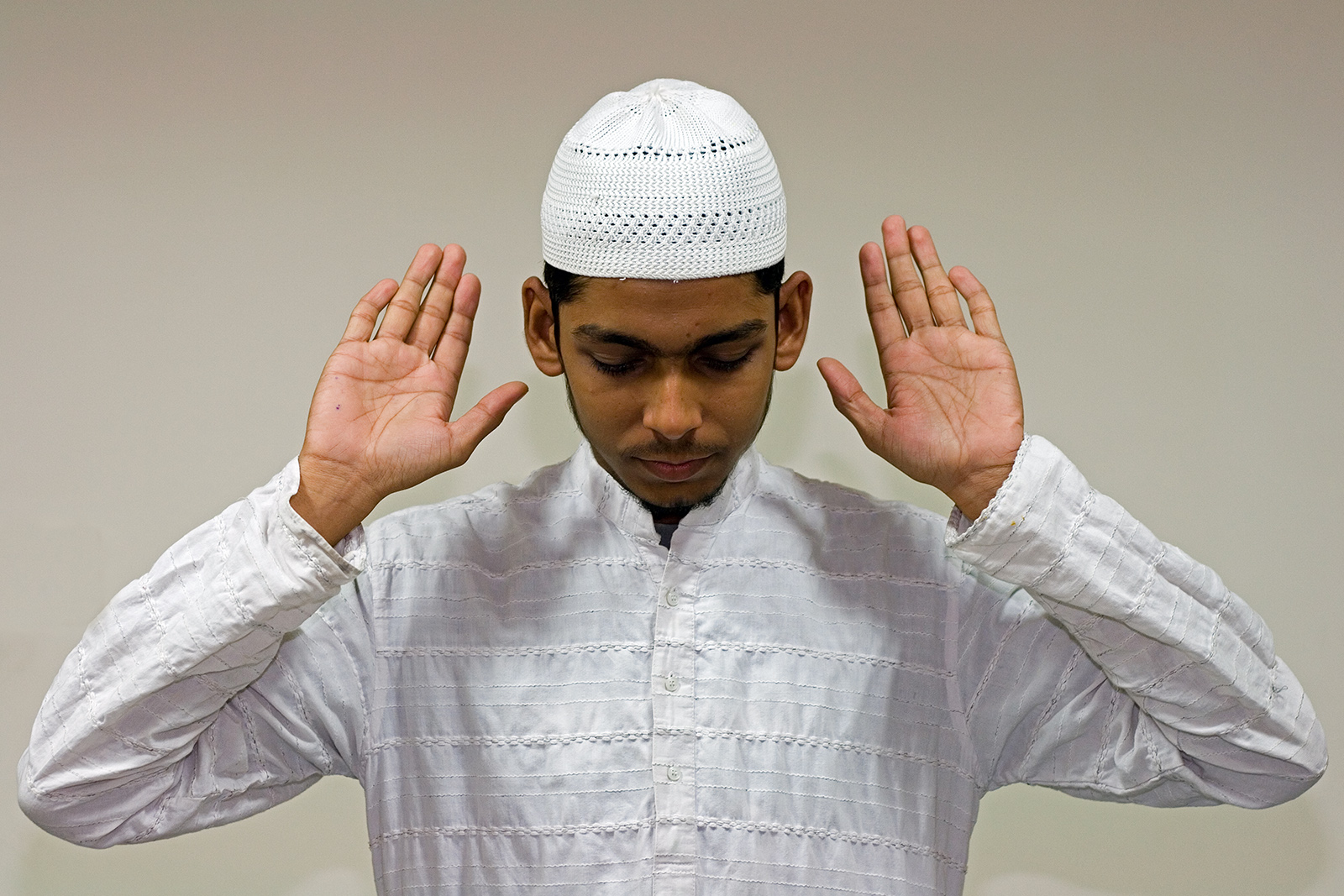
Một tín đồ Hồi giáo đưa hai tay lên để khấn Takbīr khi cầu nguyện.

Takbīr (تَكْبِير), cũng được viết Tekbir hoặc Takbeer, là thuật ngữ cho các cụm từ tiếng Ả Rập Allahu Akbar (اللَّهُ أَكبَر), Thượng Đế là đấng vĩ đại nhất), thường được dịch là "Đấng vĩ đại nhất," hay "Thánh vĩ đại". Cụm từ này là một cách thể hiện cảm xúc phổ biến trong Hồi giáo Ả Rập, được sử dụng trong các bối cảnh khác nhau của người Hồi giáo; trong lời cầu nguyện chính thức, trong các lời khấn để cầu nguyện (adhān), như là một biểu thức của đức tin, trong thời gian đau khổ, để thể hiện lễ kỷ niệm hoặc chiến thắng, hoặc để thể hiện quyết tâm, sự kiên quyết hoặc thách thức. Cụm từ này cũng là tiêu ngữ chính thức của Iraq, và được in trên quốc kỳ của quốc gia này.
Hình thức Allāhu là dạng danh cách của Allah, có nghĩa là "Thượng đế/Chúa/Đấng toàn năng/Đấng cứu ". Các hình thức akbar là tính từ so sánh cao nhất của từ to lớn (Kabir - كبير), có nghĩa là "vĩ đại", gốc từ của nó k-b-r . Khi sử dụng trong Takbīr cụm từ này thường được dịch là "vĩ đại nhất", nhưng một số tác giả ưa dịch là "vĩ đại hơn". Cụm từ này cũng thường được chuyển âm không chính xác thành Allah akbar
Takbīr là chuyển ngữ của danh từ gốc II bằng lời nói (taf'īlun) của k-b-r gốc gồm ba từ âm, có nghĩa là "vĩ đại".
Cụm từ này được nhiều người biết đến ở phương Tây vì nó thường được sử dụng như tiếng kêu chiến đấu của chủ nghĩa cực đoan Hồi giáo và khủng bố Hồi giáo.